# Обертал (Сар)
Обертал (њем. Oberthal) општина је у њемачкој савезној држави Сарланд. Једно је од 8 општинских средишта округа Санкт Вендел. Према процјени из 2010. у општини је живјело 6.351 становника. Посједује регионалну шифру (AGS) 10046116.

## Географски и демографски подаци
Обертал се налази у савезној држави Сарланд у округу Санкт Вендел. Општина се налази на надморској висини од 349 метара. Површина општине износи 23,9 km². У самом мјесту је, према процјени из 2010. године, живјело 6.351 становника. Просјечна густина становништва износи 266 становника/km².

## Међународна сарадња
| Мјесто | Држава    | Врста сарадње | Од    |
| ------ | --------- | ------------- | ----- |
|        | Француска | партнерство   | 1985. |
| Извор  |           |               |       |